# Руссо, Виктор
Виктор Леопольд Руссо (фр. Victor Léopold Rousseau; 16 декабря 1865, Фелюи — 17 марта 1954, Ворст) — бельгийский скульптор.

## Жизнь
Руссо родился в семье каменщиков и был валлоном по происхождению. Начал работать с камнем в возрасте 11-ти лет на стройке брюссельского Дворца правосудия, спроектированном Жозефом Пулартом. Позже учился у скульптора Жоржа Хутстонта и брал уроки в брюссельской Королевской Академии изящных искусств.
Выигрыш Годешарлевской премии в 1890 году дал Руссо шанс посетить Англию, Италию и провести целых два года во Франции, после которых он вернулся в ателье бельгийского скульптора и педагога Пьера Шарля Ван-дер-Стаппена еще на два года (1887—1889 гг.). Сам Руссо работал преподавателем скульптуры в брюссельской Королевской Академии изящных искусств с 1901 по 1919 годы. Был директором Академии с 1919 по 1922 гг., приняв этот пост от ван дер Стэппена, и, позже, с 1931 по 1935 гг.

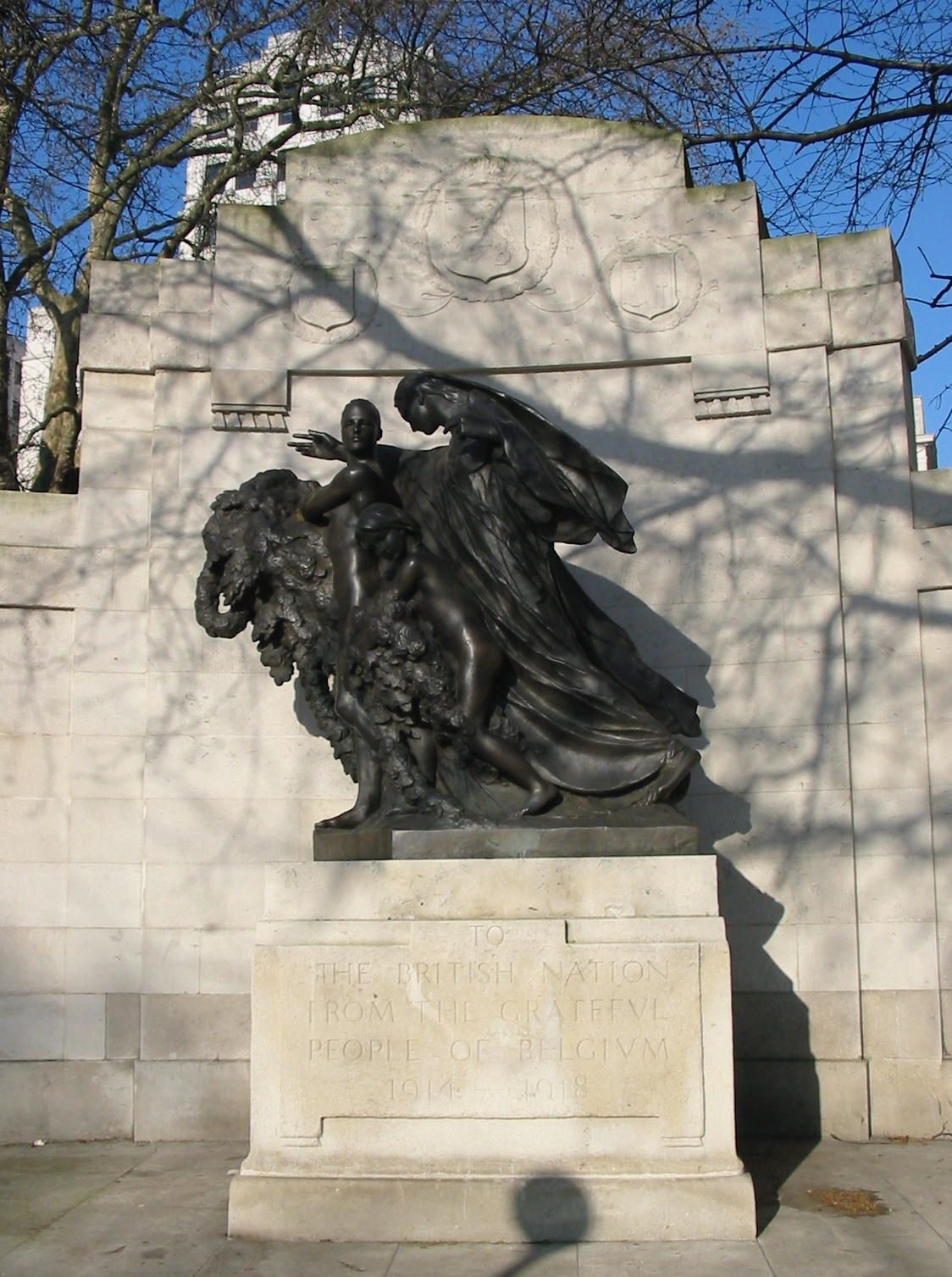
, Набережная Виктории, Лондон, 1920 г.

## Работы
- около 1898 года — Сова + Попугай (фр. Le Hibou + Le Perroquet) в Брюссельском ботаническом саду[англ.].
- 1899 года — монументная плита Шарлю Бюльсу[англ.] и строителям Гран-пласа (совместно с архитектором Виктором Орта).
- 1903 год — барельеф на углу фасада особняка Ханнона в брюссельском районе Сен-Жиль (совместно с архитектором Жюлем Брюнфо)
- около 1904 года — аллегорические статуи для моста Pont de Fragnée (фр. Pont de Fragnée) в Льеже.
- 1920 год Англо-бельгийский военный мемориал[англ.], Набережная Виктории, Лондон (с британским архитектором Рэджинальдом Бломфилдом).
- 1922 год — монументальная фигурная группа «Зрелость» (фр. La Maturité), улица Монтань дю Парк, Брюссель.
- бюст Альбера Жиро, Парк Иосафата[англ.], Схарбек.